# Seo-gu, Gwangju
Quận Tây (Seo-gu) là một quận, có nghĩa là quận phía Tây trong tiếng Hàn, nhưng nằm ở phía trung tâm thành phố Gwangju, Hàn Quốc. Toà thị chính của thành phố và trung tâm hội nghị là địa điểm nổi tiếng trong quận.